# Aristide Prat
Aristide Prat est un homme politique français né le 2 août 1870 à Saint-Quentin (Aisne) et décédé le 29 mars 1929 à Dakar (Sénégal).
Professeur des universités, il est député de Seine-et-Oise de 1914 à 1919, siégeant au groupe de la Fédération républicaine. il est secrétaire de la Chambre en 1919. Après sa défaite, en 1919, il est nommé inspecteur de l'enseignement primaire en Afrique-Occidentale française.

## Sources
- « Aristide Prat », dans le Dictionnaire des parlementaires français (1889-1940), sous la direction de Jean Jolly, PUF, 1960 [détail de l’édition]